# Flora of Cyprus
Flora of Cyprus (abreviado Fl. Cyprus) es un libro con ilustraciones y descripciones botánicas que fue escrito por el botánico y explorador norirlandés Robert Desmond Meikle y publicado en 2 volúmenes en los años 1977 a 1985.
Flora de Chipre publicada en dos volúmenes: de 1977 y de 1985, 1.136 pp., fue la primera contribución completa sobre los taxones de plantas, casi desde 1750 de Chipre.